# 52487 Huazhongkejida
52487 Huazhongkejida este o planetă minoră (asteroid) din centura de asteroizi. A fost descoperită pe 6 decembrie 1995 la Xinglong Station⁠(d) de Beijing Schmidt CCD Asteroid Program⁠(d) și a fost numită după Huazhong University of Science and Technology⁠(d). 
Obiectul prezintă o orbită caracterizată de o semiaxă mare de 2,246303981631 UAi, o excentricitate de 0,2355791269423, o înclinație de 5,4585782359095 ° în raport cu ecliptica.